# Жунич, Ивица
И́вица Жу́нич (хорв. Ivica Žunić; 11 сентября 1988, Яйце, Босния и Герцеговина, Югославия) — хорватский футболист, полузащитник клуба «Габала».

## Биография
Ивица родился 11 сентября 1988 года. Начинал карьеру в двух боснийских клубах («Электробосна» Яйце и «Томислав» Томиславград).
С 20-летнего возраста играл в австрийском футболе, в основном за дублирующие команды «Аустрии» и «Маттерсбурга», клубы низших дивизионов «Зиммеринг», «Маркт» и «Донау». В сезоне 2011/12 играл за команду Регионаллиги «Штегерсбах», за которую провёл 23 матча и отличился 1 голом.
В августе 2012 года перешёл в польский клуб «Тыхы». На протяжении 2 лет Ивица сыграл за польский клуб 49 матчей, забил 4 гола и отдал 4 голевые передачи.
В июле 2014 года прибыл на просмотр в луцкую «Волынь» и вскоре подписал двухлетний контракт с командой Виталия Кварцяного. Дебютировал в матче 1 тура против мариупольского «Ильичёвца», который завершился победой лучан (2:1) и провёл все 26 игр чемпионата, забив 4 гола. В следующем сезоне выступил также ровно (25 игр и три гола).
Сезон 2016/2017 провёл в российском «Оренбурге», но не прижился ко двору и быстро расстался с командой.
В августе 2017 перешёл в украинский «Черноморец (Одесса)». Сразу укрепился в основе, сыграл 23 игры и получил 4 жёлтые карточки. Летом 2018 года покинул клуб в статусе свободного агента.
В феврале 2019 подписал годовой контракт с казахстанским клубом «Атырау».
Летом 2019 года заключил полугодичное соглашение с азербайджанской «Габалой».